# درابيا
درابيا هي كومونا (بلدية) في مقاطعة فيبو فالينتيا في منطقة فلورية الإيطالية ، وتقع على بعد حوالي 60 كيلومتر جنوب غرب قطنصار وحوالي 14 كيلومتر غرب فيبو فالينتيا ,اواعتبارًا من 31 ديسمبر 2016 كان عدد سكانها 2082 نسمة ومساحتها 21.5 كيلومتر مربع (8.3 ميل2) . 
تحتوي كومونا درابيا على فراتسيوني (التقسيمات الفرعية ، القرى والنجوع بشكل رئيسي) براتيرو وكاروا وغاسبوني وسانت أنجيلو.
تقع درابيا على حدود البلديات التالية: بارغيليا و ريكادي و سبيلينجا و تروبيا و زاكانوبولي و زنقري .